# ザフェル・オズギュルテクン
ザフェル・オズギュルテクン（Zafer Özgültekın、1975年3月10日 - ）は、トルコの元サッカー選手。元トルコ代表。ポジションはゴールキーパー。

## 経歴
2002年4月にトルコ代表デビュー。出場機会は無かったが2002 FIFAワールドカップのメンバーにも選ばれた。2003年までに5試合に出場した。

## 代表歴

### 出場大会
- トルコ代表
  - 2002 FIFAワールドカップ

### 試合数
- 国際Aマッチ 5試合 0得点（2002年-2003年）[1]

| トルコ代表 | 国際Aマッチ | 国際Aマッチ |
| 年         | 出場        | 得点        |
| ---------- | ----------- | ----------- |
| 2002       | 3           | 0           |
| 2003       | 2           | 0           |
| 通算       | 5           | 0           |